# Malice - Il sospetto
Malice - Il sospetto (Malice) è un film del 1993 diretto da Harold Becker.
Nel film appaiono Nicole Kidman in uno dei suoi primi ruoli importanti, Anne Bancroft in una piccola parte e una ancora sconosciuta Gwyneth Paltrow in una piccola apparizione.

## Trama
Nel college di Westerley, New England, si aggira un serial killer che aggredisce e uccide studentesse, tagliando loro una ciocca di capelli. Una delle vittime viene salvata grazie alle cure del brillante medico Jed Hill. 
Il college è retto da Andy Safian, vicepreside e vecchio compagno di liceo di Jed, sposato con Tracy, maestra d'asilo. I due vivono in una casa vittoriana dove intendono svolgere lavori di ristrutturazione, e mettere le tende alle finestre per evitare che il figlio della vicina possa guardarli. Andy e Tracy decidono di affittare il terzo piano della loro casa a Jed, che viene informato dei dolori addominali di cui Tracy da tempo soffre e per i quali è in cura presso un ginecologo di Boston, il dottor Lillianfield. 
Andy scopre il cadavere di una sua studentessa, Paula Bell, e la detective Harris lo informa che le tracce di sangue dell'assassino appartengono al suo stesso gruppo sanguigno e lo invita a sottoporsi all'esame dello sperma per essere escluso dal novero dei sospetti. 
Tracy viene ricoverata d'urgenza per i dolori addominali: Jed le asporta alcune cisti e un'ovaia ma, scoprendo un'apparente necrosi anche nell'altra, decide di toglierle entrambe, per non mettere in pericolo la sua vita. Tracy è incinta, e questo le costa la gravidanza e le impedisce di averne altre in futuro. Quando si scopre che la seconda ovaia era semplicemente distorta ma sana, Tracy decide di fare causa contro Jed e l'ospedale, e di lasciare il marito.
Tracy ottiene un risarcimento di 10 milioni di dollari, raddoppiato a 20 per il fatto di essere stata incinta al momento. 
Una sera, Andy trova nello scantinato del college una scatola con ciocche di capelli e capisce che il maniaco assassino è uno dei bidelli che, vistosi scoperto, lo aggredisce per ucciderlo. Andy riesce a tramortirlo ed a farlo arrestare. Per sdebitarsi, la detective Harris mostra ad Andy l'esito dell'esame dello sperma: Andy è sterile e, quindi, il figlio che la moglie aspettava non poteva essere suo. 
Andy pensa che l'amante sia l'avvocato di Tracy, che però nega e gli suggerisce di rintracciare la suocera, che la figlia aveva data per morta da anni. Andy la rintraccia, un'anziana alcolizzata ma ancora lucida, che gli racconta il passato della figlia: cresciuta con l'ossessione del denaro e influenzata dal padre truffatore. Tracy era riuscita ad accalappiare un ricco anziano, ma non a farsi sposare. Questi l'aveva mandata in una clinica per abortire, quando era rimasta incinta. La clinica era diretta dal dottor Lillianfield. Non appena sente questo nome, Andy comincia a sospettare che la faccenda del risarcimento sia stata una truffa. 
Andy rintraccia l'indirizzo di Lillianfield e si introduce nella casa. Sentendo arrivare qualcuno, si nasconde in un angolo buio e vede entrare Tracy in compagnia di Jed. Capisce che i due sono amanti e che la moglie non solo lo ha tradito, ma che lo ha sposato solo per simulare meglio il ruolo di moglie incinta, per avere un indennizzo doppio. Andy capisce, inoltre, che Lillianfield e Jed sono in realtà la stessa persona.
Tornato a casa, Andy trova nel comò della moglie una siringa contenente un ormone per aumentare la fecondità che, in dosi eccessive, provoca cisti ovariche. Andy comprende finalmente la montatura organizzata da Tracy: la donna se ne era fatta iniettare dosi massicce da Jed, per causare le cisti e simulare un tumore. Il complice l'ha quindi operata per darle modo di intentare causa contro l'ospedale e ottenere il risarcimento. 
Andy decide di vendicarsi, e piazza la siringa nel loro letto. I due capiscono che Andy sa tutto e Jed incolpa Tracy, che per avidità si è fatta mettere incinta per raddoppiare l'indennizzo. 
Tracy incontra Andy per conoscere le sue intenzioni e lui le chiede la metà del risarcimento (10 milioni di dollari) per non dire niente alla polizia. In caso contrario, il ragazzino che li guardava dalla casa accanto testimonierà di averla vista farsi fare le iniezioni di ormoni. Jed le consiglia di rassegnarsi e sottostare al ricatto, ma lei, accecata dall'odio e dall'avidità, lo uccide. 
Quella sera, Tracy si introduce in casa del ragazzino per ucciderlo, soffocandolo con un sacchetto. Scoprendo però che si tratta solo di un manichino e capendo che si tratta di una trappola di Andy, è colta da un accesso di rabbia e si scaglia contro di lui, sfondando una ringhiera in legno e cadendo al piano di sotto. Ferita, viene arrestata dalla detective Harris. Mentre sta salendo sulla macchina della polizia, Tracy sente un ticchettio: il ragazzino che avrebbe voluto eliminare è cieco, e localizza i gradini della casa col bastone.

## Riconoscimenti
- 1994 – Festival del film poliziesco di Cognac
  - Premio del pubblico a Harold Becker
  - Miglior regia  a Harold Becker